# I-175
L'I-175 era un sottomarino della Marina imperiale giapponese, appartenente alla classe Kaidai. Varato il 16 settembre 1936 come I-75, il 20 maggio 1942 fu rinominato I-175.

## Storia
Costruito nei cantieri navali Kōbe Shipyard della Mitsubishi, venne completato il 18 dicembre 1938 ed entrò in servizio come I-75. Nel novembre 1941, durante i preparativi dell'Operazione Z (nome in codice dell'attacco di Pearl Harbor) era parte della 6ª Flotta del viceammiraglio Mitsumi Shimizu: il battello era al comando del capitano di vascello Kikuo Inoue. Il 7 dicembre l'I-75 aveva il compito di pattugliare le acque a sud di Oahu assieme ai sottomarini I-8, I-68, I-69, I-70, I-71, I-72, I-73 e I-74. Il 15 dicembre bombardò la città di Kahului, su Maui, sparando 16 colpi col suo cannone da 120 mm/45. Il 24 dicembre bombardò Palmyra.
Il 17 dicembre l'I-75 affondò il mercantile statunitense USS Manini.
Il 19 febbraio 1942 il comandante Inoue fu riassegnato all'I-31, in quel momento in costruzione agli Yokosuka Navy Yard.
Il 20 maggio l'I-75 venne rinumerato I-175.
Il 23 luglio, i siluri colpirono la poppa del mercantile australiano Allara, trasportante un carico di zucchero da Cairns a Sydney. L'equipaggio abbandonò la nave che però non affondò, e più tardi venne rimorchiata a Newcastle. Il giorno successivo colpì, danneggiandolo, il mercantile australiano Murada.
Il 26 luglio fu attaccato con bombe di profondità dalla HMAS Cairns e costretto a rifugiarsi a sud. Due giorni dopo, il 28 luglio, affondò il mercantile francese Cagou.
Il 3 agosto silurò l'australiana SS Dureenbee.
L'equipaggio riuscì ad evacuare la nave prima del suo affondamento.
Il 12 agosto viene attaccato e danneggiato da un Douglas SBD Dauntless decollato dalla Enterprise.
Il 6 giugno 1943 partecipa ad una missione in supporto alle truppe giapponesi impegnate nelloccupazione di Kiska.
Il 15 novembre 1942 il comando fu assunto dal colonnello Naoshi Tabata.
Il 23 novembre giunse nelle acque di Makin, dove era in corso una battaglia. Il giorno successivo avvistò un convoglio composto dalle portaerei di scorta Liscome Bay, Coral Sea e Corregidor e dalla nave da battaglia New Mexico.
Alle 5:10 Tabata ordinò il lancio di 4 siluri contro la Liscome Bay. Uno di questi colpì la portaerei a poppa della sala macchine, andando a colpire la polveriera dove erano conservate le bombe degli aerei imbarcati, provocando un'enorme esplosione che inghiottì l'intera portaerei e scagliò detriti ad oltre 4 km di distanza. La Liscome Bay affondò portando con sé 53 ufficiali e 591 marinai, compresi l'ammiraglio Henry Mullinnix ed il cuoco Doris Miller, eroe dell'attacco di Pearl Harbor. Tabata ordinò un attacco anche contro la Coral Sea, ma i siluri non colpirono la portaerei.

### L'affondamento
Il 3 febbraio 1944 l'I-175 era in ricognizione ad est di Wotje, quando alle 22:03 fu individuato dai radar della New Jersey, distante 21 miglia. Al capitano della Charrette fu ordinato di indagare sull'origine del segnale, ma a 10.300 iarde il contatto scomparve dai radar.
Nella notte tra il 3 ed il 4 febbraio il sonar della Charrette rilevò nuovamente un segnale. Alle 00:03 il capitano del cacciatorpediniere ordinò lo sgancio di otto bombe di profondità, ma il contatto venne perso nuovamente. Alla Fair fu ordinato di assistere la Charrette. Al 00:40 la Fair attaccò con i Porcospini Mark 10. Furono udite quattro esplosioni ed il sottomarino, l'I-175, affondò.
L'autore Kimata Jiro sostiene che in realtà l'I-175 fu affondato il 17 febbraio dalla Nicholas, ma altri autori identificano quest'ultimo sottomarino come l'I-11.